# Nikołaj Rodin
Nikołaj Iwanowicz Rodin (ros. Николай Иванович Родин, ur. 23 kwietnia 1923 we wsi Orłowka w rejonie tierbuńskim w obwodzie lipieckim, zm. 31 października 2002 w Petersburgu) – radziecki lotnik wojskowy, pułkownik, Bohater Związku Radzieckiego (1945).

## Życiorys
Urodził się w rodzinie chłopskiej. Skończył 9 klas szkoły i aeroklub, od 1940 służył w Armii Czerwonej, w 1943 ukończył wojskową lotniczą szkołę pilotów w Bałaszowie. W 1943 został członkiem WKP(b), od listopada 1943 uczestniczył w wojnie z Niemcami. Jako zastępca dowódcy eskadry 525 pułku lotnictwa szturmowego 227 Dywizji Lotnictwa Szturmowego 8 Korpusu Lotnictwa Szturmowego 8 Armii Powietrznej 4 Frontu Ukraińskiego w stopniu starszego porucznika do kwietnia 1945 wykonał 110 lotów bojowych, wykonując naloty na siłę żywą i technikę wroga i zadając mu duże straty oraz niszcząc 5 samolotów wroga na ziemi i jeden w powietrzu. Po wojnie kontynuował służbę w lotnictwie, w 1955 ukończył Akademię Wojskowo-Powietrzną, a w 1964 kursy doskonalenia kadry oficerskiej, w 1978 odszedł do rezerwy w stopniu pułkownika.

## Odznaczenia
- Złota Gwiazda Bohatera Związku Radzieckiego (29 czerwca 1945)
- Order Lenina
- Order Czerwonego Sztandaru (dwukrotnie)
- Order Aleksandra Newskiego
- Order Wojny Ojczyźnianej I klasy (dwukrotnie)
- Order Wojny Ojczyźnianej II klasy
- Order Czerwonej Gwiazdy (dwukrotnie)
- Medal „Za zasługi bojowe”
- Medal „Za zwycięstwo nad Niemcami w Wielkiej Wojnie Ojczyźnianej 1941–1945”
- Medal „Za wyzwolenie Pragi”
- Medal „Weteran Sił Zbrojnych ZSRR”
- Czechosłowacki Medal za Odwagę w Obliczu Nieprzyjaciela (Czechosłowacja)